# Straat van de drievoeten
De Straat van de drievoeten was een straat in het oude Athene. Deze ontleende zijn naam aan de met meters hoge bronzen drievoeten bekroonde choregische monumenten die langs de straat waren opgesteld. De straat die 6 à 6,5 m. breed was, begon volgens de beschrijving van Pausanias (1, 20, 1) bij het prytaneion. Dit moet het prytaneion zijn op de oude agora waarvan de ligging niet precies bekend is, maar dat ergens ten noorden of ten oosten van de Akropolis moet hebben gelegen. Vanaf daar maakte de weg, die licht helde, een grote bocht om de oostkant van de Akropolis en eindigde hij bij het Odeion van Perikles en de Tempel van Dionysos aan de zuidkant van de Akropolis. De lengte van de Straat van de drievoeten is niet precies te bepalen, omdat de ligging van de oude agora niet bekend is, maar moet ca. 500 à 800 m. hebben bedragen.
In zijn beschrijving van Athene geeft Pausanias een beschrijving van de Straat van de drievoeten, die hij kortweg de ‘Drievoeten’ (Oudgrieks ‘Tripodes’) noemt (1, 20, 1-2). Hij duidt de choregische monumenten langs de weg aan als ‘tempeltjes’ en maakt melding van een aantal beroemde beelden die op de monumenten te zien waren: de sater van Praxiteles, een sater als kind die een beker aanbiedt aan Dionysos, en beelden van Eros en van Dionysos van de hand van Thymilus.
Er is een van de choregische monumenten die langs de Straat van de drievoeten stonden, bewaard gebleven, het Monument van Lysikrates. Van een aantal andere monumenten zijn bij opgravingen de basementen gevonden.